# 北海道道639号上士別和寒線
北海道道639号上士別和寒線（ほっかいどうどう639ごう かみしべつわっさむせん）は、北海道士別市と上川郡和寒町を結ぶ一般道道（北海道道）である。冬季は一部区間が通行止めになる。

## 概要

### 路線データ
- 起点：北海道士別市上士別町（北海道道61号士別滝の上線交点）
- 終点：北海道上川郡和寒町南町（国道40号交点）
- 路線延長：32.6 km（総延長）

## 歴史
- 1969年（昭和44年）6月18日 - 路線認定[1]。

## 地理
上士別は、士別市中心部から天塩川沿いに東にさかのぼった地区である。士別・和寒間をまっすぐ結ぶ国道40号から東にはずれ、いくつもの尾根と谷をジグザグに越える。

### 通過する自治体
- 上川総合振興局
  - 士別市
  - 上川郡和寒町

### 交差する道路
士別市
- 北海道道61号士別滝の上線 - 上士別町（起点）

和寒町
- 道央自動車道 - 東丘（接続はしない）
- 国道40号 - 南町（終点）

### 沿線にある施設など
士別市
- 川南簡易郵便局 - 上士別町20線南31